# گهواره دریایی خاردار

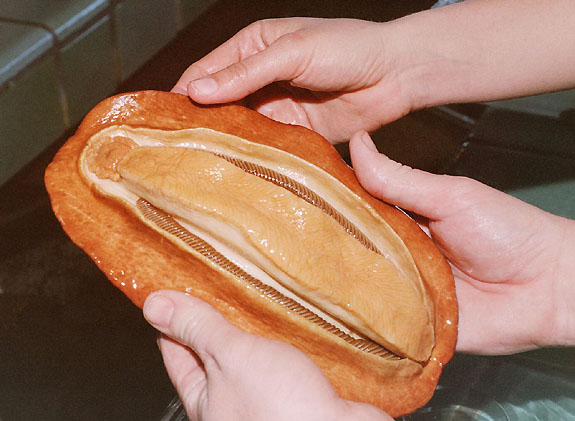
یا جاندار پهن ژله ای می باشد.

گهواره دریایی خاردار (نام علمی: Acanthochitonina) نام یک زیرراسته از رده گهواره دریایی است.